# Кістки (4 сезон)
Прем'єра четвертого сезону американського телесеріалу «Кістки» відбулася 3 вересня 2008 року двогодинним епізодом «Янкі у Великій Британії» і завершилася 14 травня 2009 року на телеканалі «Фокс» . Шоу знову змінило часові проміжки й виходило в середу о 20:00 за східним часом, а потім було перенесене на четвер о 20:00 за східним часом у 2009 році. Сезон складався з 26 епізодів і мав у середньому 10,8 млн глядачів.

## В ролях
Основна стаття: Список персонажів телесеріалу «Кістки»

### Основний склад
- Емілі Дешанель - доктор Темперанс «Кістка» Бреннан
- Девід Бореаназ - спеціальний агент Сілі Бут
- Мікаела Конлін - Енджела Монтенегро
- Ті Джей Тайн - доктор Джек Годжінс
- Тамара Тейлор - доктор Кемілла «Кем» Сароян
- Джон Френсіс Делі - доктор Ланс Світс

### Другорядний склад
- Девід Грінман - Маркус Га'єр, судовий технік
- Патрісія Белчер - Керолайн Джуліан, прокурор
- Брендан Фер - Джаред Бут, брат Бута
- Маріса Кофлан - агент ФБР Пейтон Перотта
- Ніколь Хілц - Роксі Ліон, дівчина Енджели
- Таппенс Міддлтон - Віри Уотерхаус
- Ерік Міллеган - доктор Зак Едді
- Раян О'Ніл - Макс Кінан, батько Бреннан
- Тай Паніц - Паркер Бут, син Бута
- Стівен Фрай - доктор Гордон Гордон Ваят.
- Біллі Гіббонс — батько Енджели
- Дейдре Лавджой - Хізер Таффет

### Інтерни
- Юджин Берд - доктор Кларк Едісон
- Раян Картрайт - Вінсент Найджел-Мюррей.
- Майкл Грант Террі - Венделл Брей.
- Карла Галло в ролі Дейзі Вік.
- Джоел Девід Мур - Колін Фішер.
- Пей Вахдат - Арасту Вазірі.
- Майкл Бадалукко - Скотт Старрет.

## Епізоди
Прем’єра сезону відбудеться з його першим епізодом із двох частин, «Янки у Великобританії», який знімали на місці у Сполученому Королівстві . У зв’язку з розширеною кількістю серій у сезоні, що становить 26, і кількома випередженнями, Fox випустила сім епізодів у квітні 2009 року, а нові епізоди вийшли в ефір у понеділок та середу, а також у звичайний час у четвер.  У цьому сезоні повертається Могильний копач , якого востаннє бачили у другому сезоні. Цього разу Могильник захоплює Бута. Після порятунку Бута команда дізнається справжню особу Могильника.
| № серії (загалом) | № серії (в сезоні) | Назва серії                                                                    | Режисер(и)         | Сценарист(и)                   | Оригінальна дата показу | Код серії | Глядачів |
| --- | ------------------ | ------------------------------------------------------------------------------ | ------------------ | ------------------------------ | ----------------------- | --------- | -------- |
| 59 | 1                  | «Yanks in the U.K. (Part 1)» «Янкі у Великій Британії (Частина I)»             | Ян Тойнтон         | Гарт Генсон та Карін Розенталь | 3 вересня 2008 р.       |           |          |
| Ця двогодинна прем’єра сезону починається, коли Бут і Бреннан перебувають в Оксфордському університеті в Оксфорді , Англія на конференції. Потім їх викликають до Лондона , щоб допомогти розкрити справу у співпраці з парою британських слідчих зі Скотланд-Ярду . Тим часом, нарешті знайдений чоловік Анжели, Грейсон Бараса, який відлучився, але він відмовляється підписувати документи про розлучення, на велике збентеження Ходжінса та Анджели. |                    |                                                                                |                    |                                |                         |           |          |
| 60 | 2                  | «Yanks in the U.K. (Part 2)» «Янкі у Великій Британії (Частина II)»            | Ян Тойнтон         | Стефан Нейтан та Скотт Віл'ямс | 3 вересня 2008 р.       |           |          |
| Коли одного з британських слідчих вбивають, Бут і Бреннан стають більш рішучими допомогти розкрити вбивство. Тим часом у Анджели та Ходжінса продовжуються проблеми у стосунках щодо їхнього шлюбу. |                    |                                                                                |                    |                                |                         |           |          |
| 61 | 3                  | «Man in the Outhouse» «Чоловік в сортирі»                                      | Стівен ДеПол       | Карла Кеттнер та Марк Ліссон   | 10 вересня 2008 р.      |           |          |
| Після вибуху у господарській будівлі виявлено тіло, залишене в каналізації. Тіло виявляється ведучим відомого реаліті-шоу про подружні зради, з довгим списком людей, які могли б бажати його смерті. Бут і Бреннан намагаються звузити коло підозрюваних. |                    |                                                                                |                    |                                |                         |           |          |
| 62 | 4                  | «The Finger in the Nest» «Палець в гнізді»                                     | Джефф Вулноф       | Лайла Олівер                   | 17 вересня 2008 р.      |           |          |
| Паркер, син Бута, виявляє палець трупа в пташиному гнізді, що змушує команду почати розслідування, щоб спробувати знайти решту тіла. Знайшовши труп, команда з’ясовує, що причиною смерті став собака, що привело їх до нелегального рингу для собачих боїв і пошуку собаки-вбивці та його власника. Сезар Міллан виступає гостем. Тим часом Ходжінс намагається змиритися з нещодавніми подіями, і тому відчуває неприязнь до своїх колег через нерозуміння. |                    |                                                                                |                    |                                |                         |           |          |
| 63 | 5                  | «The Perfect Pieces in the Purple Pond» «Ідеальні шматки в бусковому ставку»   | Жано Шварц         | Джош Берман                    | 25 вересня 2008 р.      |           |          |
| Частини розчленованого тіла знайшли лежачими у басейні з фіолетовою водою, за винятком голови. Команда виявила, що тіло належить Джареду Аддісону, письменнику-фантасту, який мав кілька психічних проблем. За допомогою Світса знайдено кілька підозрюваних, але команда не може знайти достатньо доказів, бо голови жертви все ще немає... поки вони не звернуться за допомогою до Зака. |                    |                                                                                |                    |                                |                         |           |          |
| 64 | 6                  | «The Crank in the Shaft» «Стерво в шахті»                                      | Стівен ДеПол       | Карла Кеттнер та Джош Берман   | 1 жовтня 2008 р.        |           |          |
| Останки зарозумілої офіс-менеджерки знаходять у шахті ліфта. Бут і Бреннан повинні з’ясувати, хто з співробітників її вбив. Після деякого розслідування вони виявили, що у менеджера є занадто багато тих хто радіє її смерті. Тим часом Анджела та Годжінс намагаються помиритися в лабораторії після розриву. |                    |                                                                                |                    |                                |                         |           |          |
| 65 | 7                  | «The He in the She» «Він у ній»                                                | Крейг Росс мол.    | Каріна Ксолтай                 | 8 жовтня 2008 р.        |           |          |
| Коли в затоці знаходять останки скелетів, Бреннан і Бут беруться за розслідування. Оскільки лише верхня частина тулуба жертви неушкоджена, команді мало з чим працювати, окрім залишків грудних імплантатів жертви. Розслідування веде до невеликої церковної громади в Меріленді, де жертва була пастором, але вони не мають даних про її існування до переїзду в маленьке містечко. |                    |                                                                                |                    |                                |                         |           |          |
| 66 | 8                  | «The Skull in the Sculpture» «Череп в скульптурі»                              | Аллан Крокер       | Джанет Лін                     | 5 листопада 2008 р.     |           |          |
| Труп знайдено всередині розчавленого автомобіля, подібного до тих, що використовуються в скульптурах автомобілів, зроблених художником на ім’я Джеффрі Торн. Докази ведуть до художньої галереї, де Торн демонструє свої роботи. На сцену з’являється Роксі Лайон, яка представляється помічницею Торна. Роксі каже, що Джефрі був у депресії і що він говорив про участь у його виставці. Пізніше виявилося, що вона була колишньою дівчиною Анжели. |                    |                                                                                |                    |                                |                         |           |          |
| 67 | 9                  | «The Con Man in the Meth Lab» «Шахрай в нарколабораторії»                      | Елісон Лідді-Браун | Карін Розенталь                | 12 листопада 2008 р.    |           |          |
| Бут і Бреннан досліджують місце події, де було виявлено тіло під час тренувань поліції. Команда ідентифікує тіло як винахідника, що бореться за життя, який нещодавно возз’єднався зі своїм сином. Але коли спливає друге тіло, команда стає на слід обману, щоб з’ясувати, хто був справжнім шахраєм у житті винахідника. Тим часом молодший брат Бута Джаред (запрошена зірка Брендан Фер) переїжджає до округу Колумбія, щоб влаштуватися на роботу в Пентагоні, а Бреннан, вражена Джаредом погоджується піти з ним на побачення. |                    |                                                                                |                    |                                |                         |           |          |
| 68 | 10                 | «The Passenger in the Oven» «Пасажир в духовці»                                | Стівен ДеПол       | Карла Кеттнер                  | 19 листопада 2008 р.    |           |          |
| Бут і Бреннан прямують до Китаю, куди Бреннан викликали допомогти ідентифікувати доісторичні антропологічні залишки. Однак їхній політ зривається, коли стюардеса виявляє повністю приготоване людське тіло в промисловій мікрохвильовій печі літака. Бут і Бреннан підключаються до команди в США через Інтернет, використовують високотехнологічне обладнання Бреннан, а також дані пасажирів авіакомпанії, щоб відправити докази до Джефферсона. Коли вони ідентифікують жертву як журналіста, який працює над суперечливою історією про пілотів авіакомпанії, Бут і Бреннан повинні поспішати і розкрити вбивство до того, як літак приземлиться в Китаї, і вони втратять свою юрисдикцію над справою. Тим часом у Штатах стосунки Анджели та Роксі розвиваються, а Годжінс намагається продовжити життя. |                    |                                                                                |                    |                                |                         |           |          |
| 69 | 11                 | «The Bone That Blew» «Кістки, принесенні вітром»                               | Джессіка Лендо     | Карла Кеттнер                  | 26 листопада 2008 р.    |           |          |
| Коли в лісистому заповіднику, що охороняється державою, на дереві знаходять череп і інші останки, Бреннан і Бут беруться за розслідування. На щастя, кістки жертви ідентифіковані в державній базі даних як кістки колишнього морського піхотинця, який був зниклий майже три роки. Не маючи записів про його місцезнаходження за останні роки, команда звертається в інтернет за відповідями. Розслідування зрештою приводить Бреннана і Бута до приватної школи та групи багатих і впливових сімей, в одній з яких колишній морський піхотинець працював «нянею». |                    |                                                                                |                    |                                |                         |           |          |
| 70 | 12                 | «Double Trouble in the Panhandle» «Подвійні проблемы на нейтральній полосі»    | Дуайт Літтл        | Лайла Олівер                   | 22 січня 2009 р.        |           |          |
| Команда розслідує смерть сіамських близнюків, які працювали в цирку, а це означає, що під час розслідування Бут зіткнеться віч-на-віч з клоуном. Бреннан і Бут під прикриттям грають Ванду і Бака Музджоу, канадських артистів, які метають ножі. Світс допомагає Бреннан та Буту зрозуміти особливості циркового життя. |                    |                                                                                |                    |                                |                         |           |          |
| 71 | 13                 | «Fire in the Ice» «Вогонь у кризі»                                             | Чад Лоу            | Скотт Віл'ямс                  | 22 січня 2009 р.        |           |          |
| У замерзлому озері знайшли тіло пожежника. Бут стає підозрюваним, оскільки кілька тижнів тому він побився з жертвою під час аматорського хокейного матчу. Його замінює його колега, агент Пейтон Перотта. Коли розслідування заходить у глухий кут, команда за допомогою Бута та Венделла вдається до незвичайного методу, щоб зібрати необхідні докази. Легенда НХЛ Люк Робітайль зірка. |                    |                                                                                |                    |                                |                         |           |          |
| 72 | 14                 | «The Hero in the Hold» «Герой в трюмі»                                         | Ян Тойнтон         | Джанет Лін та Карін Розенталь  | 5 лютого 2009 р.        |           |          |
| Докази у справі «Копача могил» зникли. Бреннан і Ходжінс, які не повністю оговталися після того, як були поховані заживо, підозрюються у викраденні. У ніч на церемонії нагородження Бреннан, Бута вирубають електрошокером, накачують наркотиками та запихають у схожий на іграшку жовтий підводний човен. Виходячи з крихітного підводного човна, Бут опиняється віч-на-віч з кимось зі свого військового минулого. Команда працює над пошуком Бута та тим, хто стоїть за викраденням, за допомогою брата Бута Джареда. Також з'являється агент Перотта. |                    |                                                                                |                    |                                |                         |           |          |
| 73 | 15                 | «The Princess and the Pear» «Принцеса та груша»                                | Стівен ДеПол       | Мет'ю Донлан и Джеремі Мартін  | 19 лютого 2009 р.       |           |          |
| Оскільки Бут у лікарні з хворою спиною, Бреннан повинна співпрацювати з агентом Перрота, щоб розслідувати вбивство рекламної моделі для ImagiCon (пародія на конвенція коміксів Comic-Con). Їхнє розслідування приводить до висновку, що вбивство жінки може бути пов’язане з володінням старовинним реквізитом Екскалібура з відомого французького фільму «Смерть Артура». |                    |                                                                                |                    |                                |                         |           |          |
| 74 | 16                 | «The Bones That Foam» «Кістки в піні»                                          | Девід Бореаназ     | Елізабет Бенджамін             | 12 березня 2008 р.      |           |          |
| Пара, яка займається бандж-джампінгом стрибнувши з повітряної кулі, зіткнулася віч-на-віч із трупом, що лежить на дні ущелини. Виключивши самогубство, Бреннан, Бут і Світс опиняються на брудній стороні індустрії продажу автомобілів. У інституті Джеферсона Кем помічає невідому речовину, що витікає з тіла, і закриває лабораторію. У команди є лише 24 години, щоб розгадати таємницю, перш ніж кістки розпадуться. |                    |                                                                                |                    |                                |                         |           |          |
| 75 | 17                 | «The Salt in the Wounds» «Сіль на рані»                                        | Стівен ДеПол       | Карла Кеттнер та Джош Берман   | 19 березня 2008 р.      |           |          |
| Бут і Бреннан досліджують скам'яніле людське тіло, знайдене в кургані солі в міській вантажівці. Вони дізнаються, що жертва була вагітною 16-річною волейболісткою середньої школи, і вражені тим, що майже половина її товаришів по команді або вагітні, або вже народили дітей від одного батька. Тим часом Роксі розходиться з Анжелою, яка, шукаючи розради, проводить з Ходжинсом ніч. |                    |                                                                                |                    |                                |                         |           |          |
| 76 | 18                 | «The Doctor in the Den» «Доктор в пащі»                                        | Ян Тойнтон         | Джанет Лін та Карін Розенталь  | 2 квітня 2009 р.        |           |          |
| Напівз’їдене тіло колишнього хлопця Кем знаходять у вольєрі для тигрів у парку дикої природи, Бут і Бреннан вважають, що смерть не була випадковою. Команда збирає воєдино останній вечір жертви та розпитує підозрюваних, у тому числі Брендона Кейсі, якого Світс і Анджела гіпнотизують, щоб допомогти відновити пам’ять. Анджела дає обітницю утримання,а Кем пропонує усиновити доньку колишнього. |                    |                                                                                |                    |                                |                         |           |          |
| 77 | 19                 | «The Science in the Physicist» «Наука в фізиці»                                | Бред Тернер        | Каріна Ксолтай                 | 9 квітня 2009 р.        |           |          |
| Бута та Бреннан відправляють розслідувати, знайдені під час фотосесії людські останки. Коли команда виявляє метеорит у вусі жертви, цк веде розслідування до Наукового інституту Коллара в округу Колумбія. Там вони дізнаються, що жертва брала участь у суперечливому проекті, Бреннан і Бут повинні розслідувати кілька погроз смерті, які вона отримала. Тим часом батько Анджели прибуває в місто, щоб провчити Годжінса. |                    |                                                                                |                    |                                |                         |           |          |
| 78 | 20                 | «Cinderella in the Cardboard» «Попелюшка в картоні»                            | Стівен ДеПол       | Карла Кеттнер та Джош Берман   | 15 квітня 2009 р.       |           |          |
| Коли на заводі з переробки картону зображення Діви Марії виявляється плямою крові, Бут і Бреннан знаходять сплюснуте тіло в стиснутому тюку картону. Череда підозрюваних стає довшою, коли команда виявляє, що у одержимої шлюбом молодої жінки був наречений, а також численні хлопці зі служби знайомств по мобільному телефону. Бут і Бреннан повинні повідомити Світсу новини, коли вони бачать, як його дівчина Дейзі приміряє весільну сукню з іншим чоловіком, а Анжела і Годжінс примиряються зі своїми стосунками. |                    |                                                                                |                    |                                |                         |           |          |
| 79 | 21                 | «Mayhem on a Cross» «Погром на хресті»                                         | Джефф Вулноф       | Дін Лопата                     | 16 квітня 2009 р.       |           |          |
| Коли в Норвегії знайшли скелет, який використовувався як сценічний реквізит для гурту black metal, влада викликала ФБР, виявивши, що чоловік, басист під псевдонімом Mayhem, є громадянином США. Розслідування андеграундних екстремальних метал-гуртів виводить на світло власні дивовижні музичні вподобання та одкровення про минуле Світса. Тим часом повертається доктор Гордон Ваят, який допомагає Світсу написати книгу про Бута та Бреннан, розповідаючи йому про їхні стосунки. |                    |                                                                                |                    |                                |                         |           |          |
| 80 | 22                 | «The Double Death of the Dearly Departed» «Подвійна смерть дорогого покійного» | Мілан Чейлов       | Крейг Сільверстейн             | 20квітня 2009 р.        |           |          |
| Коли колега з відділу єгиптології Джефферсона помирає від серцевої недостатності, Бреннан на похороні розуміє, що смерть не була випадковістю. Бреннан переконує Бута викрасти тіло та потайки повернути його назад до інституту, щоб вони з Кем могли провести розслідування, поки решта команди буде відвертати увагу. Кем стикається з проблемами, коли вона намагається змусити Мішель, кинути палити. |                    |                                                                                |                    |                                |                         |           |          |
| 81 | 23                 | «The Girl in the Mask» «Дівчина в масці»                                       | Ян Тойнтон         | Майкл Петерсон                 | 23 квітня 2009 р.       |           |          |
| Коли голову Сачі Накамури, сестри друга Бута, знаходять у Вашингтоні, округ Колумбія, її брат Кен, детектив із Токіо, прилітає, щоб допомогти розшукати вбивцю своєї сестри. Розслідування приводить до елітного ескорт-сервісу, і команда повинна змагатися з часом, коли сусідка по кімнаті Сачі також зникла. |                    |                                                                                |                    |                                |                         |           |          |
| 82 | 24                 | «The Beaver in the Otter» «Бобер в видрі»                                      | Бред Тернер        | Скотт Віл'ямс                  | 30 квітня 2009 р.       |           |          |
| Джиммі 'Бобер' Був'є знайденим підвішеним у костюмі талісмана коледжу видри. Бут і Бреннан повинні з'ясувати, чи був він мертвий раніше чи убитий під час вогнища в Університеті Міддлсекса. |                    |                                                                                |                    |                                |                         |           |          |
| 83 | 25                 | «The Critic in the Cabernet» «Критик в каберне»                                | Кевін Хукс         | Стефан Нейтан                  | 7 травня 2009 р.        |           |          |
| Команда займається справою, де під час дегустації в бочці з вином знаходять людські останки. Коли жертва виявляється винним критиком, чиї різкі рецензії були здатні зруйнувати виноградник, підозрюваними стають усі, від власника виноробні до дружини жертви. Тим часом Бреннан вирішує народити дитину і просить Бута стати батьком; коли Бут починає сумніватися в собі, він виявляє, що розмовляє з одним із пероснажів серіалу "Гріффіни". |                    |                                                                                |                    |                                |                         |           |          |
| 84 | 26                 | «The End in the Beginning» «Кінець в початку»                                  | Ян Тойнтон         | Гарт Генсон                    | 14 травня 2009 р.       |           |          |
| Усі персонажі живуть іншими життями. Бут і Бреннан одружені та володіють нічним клубом під назвою «Лабораторія», але коли в клубі знаходять тіло, для розслідування викликають детективів Кем Сароян та Джареда Бута. Однак не все так, як здається. Наприклад, Керолайн Джуліан, яка зазвичай є федеральним прокурором, є адвокатом, а Світс є фронтменом гурту Gormogon, який був серійним вбивцею-канібалом. Пізніше з'ясовується, що Бут перебував у комі протягом кількох днів через операцію на пухлині, і що життя, яке він бачив, можливо, було лише сном або галюцинацією. |                    |                                                                                |                    |                                |                         |           |          |